# ولدینیو (بازیکن فوتبال)
ولدینیو (به پرتغالی: Welder da Silva Marçal) مدافع اهل برزیل است که در شهر Franca و در تاریخ ۱۶ ژانویهٔ ۱۹۹۱ به دنیا آمده‌است.
ولدینیو در تیم‌های فوتبال Paulista سابقهٔ حضور دارد.